# Пакава Ить
Пака́ва Ить — московский оркестр, образованный в 1999—2000 годах. Творческое объединение музыкантов, экспериментирующих с джазом, классикой, латиноамериканской и африканской танцевальной музыкой, современным авангардом. Участники многих заметных событий московской музыкальной сцены. Выпустили два студийных альбома: «N1 For Baby»(2003) и «Superground Highspeed Crossover»(2009).

## История
Образовавшийся на рубеже 1999—2000 годов, почти сразу заполучил московские уличные и клубные площадки. Активно действуя на улицах, в парках и праздничных шествиях, столь же стремительно захватил европейские клубы, творческие фестивали.
Почти с момента образования Пакава Ить тесно сотрудничает с другим творческим объединением СВОИ2000. Участие в фильме Пыль, короткометражке Соси Банан, первомайской демонстрации, создание видео-альбома «Pakava It' film» — всё это плоды их тесного сотрудничества.
В 2005 году Пакава Ить образуют параллельный музыкальный коллектив Квартет Крылова. Более камерный, и ещё более смелый в экспериментах со звуком. Его основу составляют электрогитара, скрипка, труба, бас-гитара, перкуссия, саксофон, тромбон, sound system, ударные.
С этого времени оба проекта активно сосуществуют вместе, лишь иногда уступая друг другу более удобные позиции.

## Состав
- Владимир Морковкин — альт-саксофон;
- Иван Лубенников — тенор-саксофон, гитара, банджо;
- Вячеслав Кейзеров — тромбон;
- Федор Сенчуков — тромбон;
- Александр Привалов — труба;
- Юрий Лапшинов — банджо, гитара;
- Александр Ночин — сузафон, бас-гитара;
- Гарик Багдагюлян — ударные;
- Дмитрий Головин — ударные;
- Анна Шленская — бонги, перкуссия.

## Дискография

### Альбомы
- 2002 — Who Are They? - концертный;
- 2003 — N1 For Baby[4];
- 2006 — Pakava It' film — DVD, совместно с творческим объединением СВОИ2000[5];
- 2007 — Pakava It' film — DVD, второе издание, дополненное;
- 2007 — Last day in Berlin — Мини-альбом;
- 2009 — Superground Highspeed Crossover (Dedicated To Nicolas Guillemet)[6].

### Участие в сборниках
- 2001 — Кафеклуб Китайский Лётчик Джао Да № 2[7];
- 2002 — ДЕД МОРОЗ против АНТИ ДЕДА МОРОЗА[8];
- 2002 — Bar Moscow[9].

## Фильмография
- 2002 — Соси банан[10];
- 2005 — Пыль — участие группы в эпизоде, композиция «Катя и Оля».

## Спектакли
- 2024 — «Горький. Птицы» (реж. Юрий Квятковский)
- 2024 — «Пушкин из соседнего подъезда» (уличный фестиваль «Театральный бульвар»)
- 2025 — «Море времени» (театр «Пух и Прах») [11]

## Участие в фестивалях
- 2001 — 3-я театральная Олимпиада (Москва);
- 2001 — СКИФ-5 (Санкт-Петербург);
- 2002 — Улица Pilsner Urquell (Москва)[12];
- 2003 — Ethnic Music Festival (Франкфурт-на-Майне)[13];
- 2004 — Фестиваль Уличных Театров (Архангельск);
- 2005 — Пикник Афиши (Москва)[1];
- 2006 — Пустые холмы (Таруса)[14];
- 2007 — GOA-BOA (Генуя);
- 2008 — Усадьба Джаз (Москва).

## Сторонние проекты
- BLACK KANDINSKY
- Квартет им. И.А.Крылова